# 严氏民居
严氏民居，又名世德路民居，位于中华人民共和国浙江省金华市兰溪市云山街道世德路1-6号，北至后杨右路，南至状元第巷，为清代民居建筑群。其中世德路1、2、4号原为巨富严氏住宅，雕刻精美。
1997年9月2日，严氏民居公布为兰溪市文物保护单位。